# Alexander Nevskij-katedralen, Novosibirsk
Alexander Nevskij-katedralen (ryska: Собор Александра Невского; translitteration: Sobor Aleksandra Nevskogo; kyrkslaviska bokstäver: Собо́ръ А҆леѯа́ндра Невского) är en rysk-ortodox katedral belägen i staden Novosibirsk i Novosibirsk oblast, i södra Ryssland.
Katedralen är helgad åt det ryska helgonet Alexander Nevskij och  tillhör Novosibirsks stift.

## Historia

### Kejsardömet Ryssland
Den 15 maj 1897 hölls en gudstjänst på den platsen där katedralen står med anledning av att grunden till den lades. Där deltog bland annat Tomsks dåvarande guvernör, Assigkrit Lomatjevskij och ett stort antal invånare från Novosibirsk.
Byggandet av katedralen leddes av ingenjör Nikolaj Michajlovitj Tichomirov.
I slutet av 1898 var murningen av kyrkans tegelväggar klar.
Katedralen invigdes den 29 december 1899 av biskop Macarius av Tomsk och Barnaul.

### Sovjetunionen
Under sovjettiden var katedralen stängd. Under den perioden utsattes katedralen för förstörelse. Bland annat byttes fönsterbågarna ut och målningarna inuti förstördes.
1985 fanns det planer på att omvandla katedralen till en konsertsal, men de planerna stoppades.
1988 överfördes katedralen till den rysk-ortodoxa kyrkan igen.

### Restaureringen
När katedralen lämnades tillbaka till den rysk-ortodoxa kyrkan var den i ett väldigt dåligt skick. Bland annat hade ikoner och klockor beslagtagits, klocktornet hade sprängts, väggmålningarna och ikonostasen var förstörda. Kaklet som täckte golvet i katedralen var också förstört. Fasaden var trasig, eftersom den inte hade reparerats på väldigt länge.
I början av 1990-talet påbörjades reparations- och restaureringsarbeten i katedralen, som omfattade restaurering av fasaden, klocktornet och interiören.
Under restaureringen hade även invånade i Novosibirsk hjälpt till.

### Efter restaureringen
Den 6 maj 1991 invigdes de sex nya klockorna i det nya klocktornet.

## Katedralen
Katedralen byggdes enligt ritningar av arkitekt K. K. Lygin.
Byggnaden är gjord av sten.

## Bilder

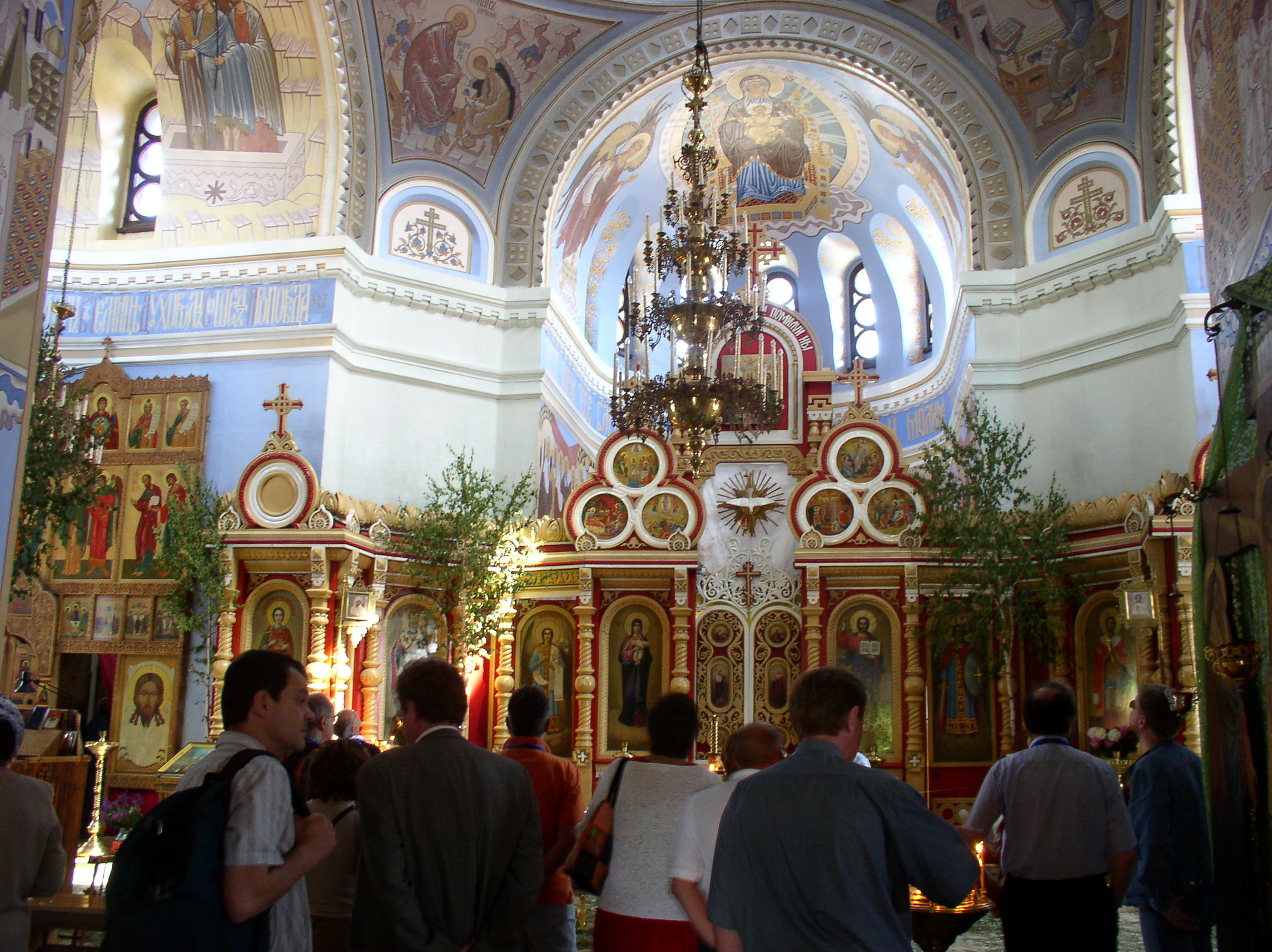
Katedralens interiör mot ikonostasen.
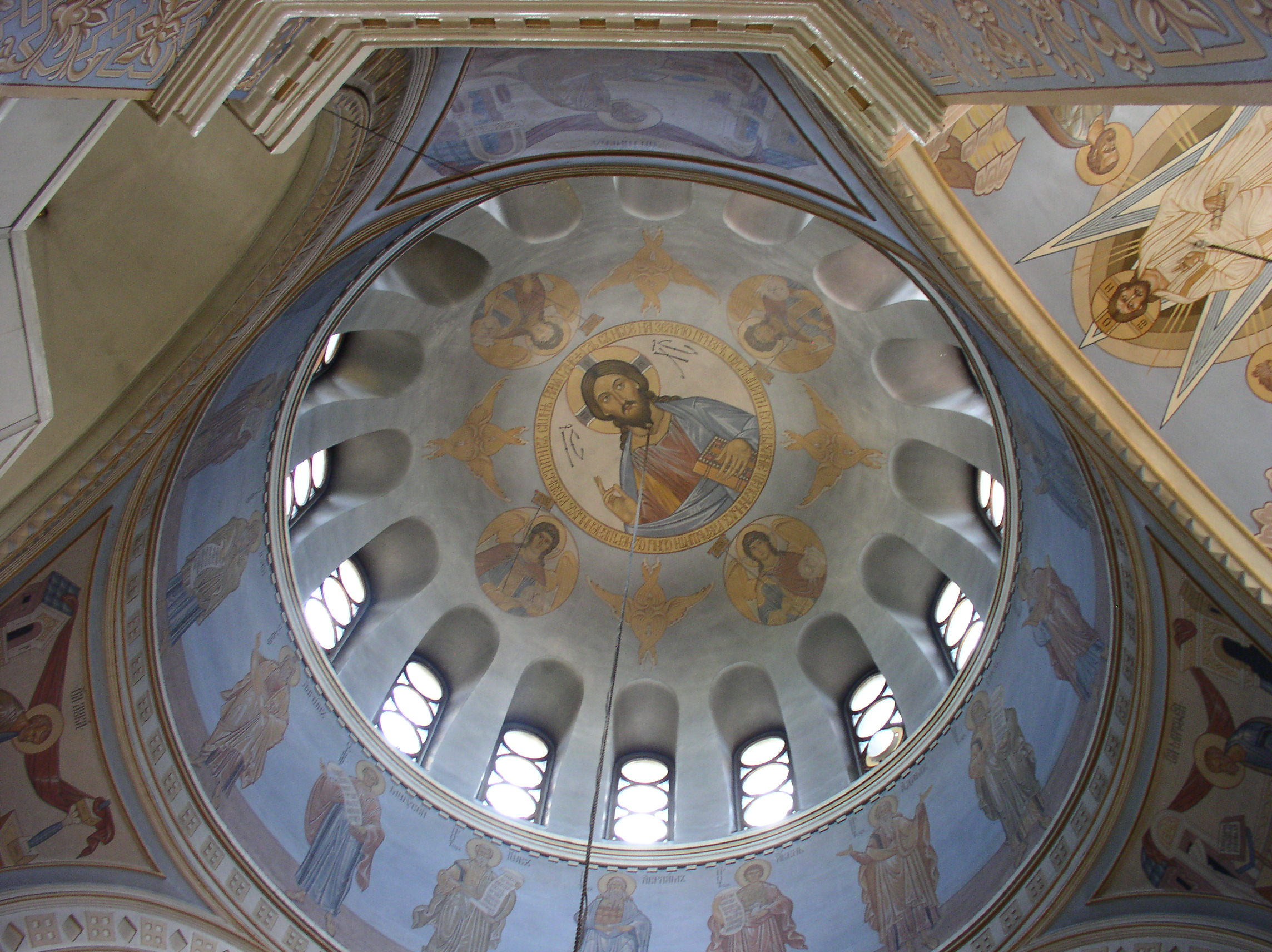
Kupolen inifrån.
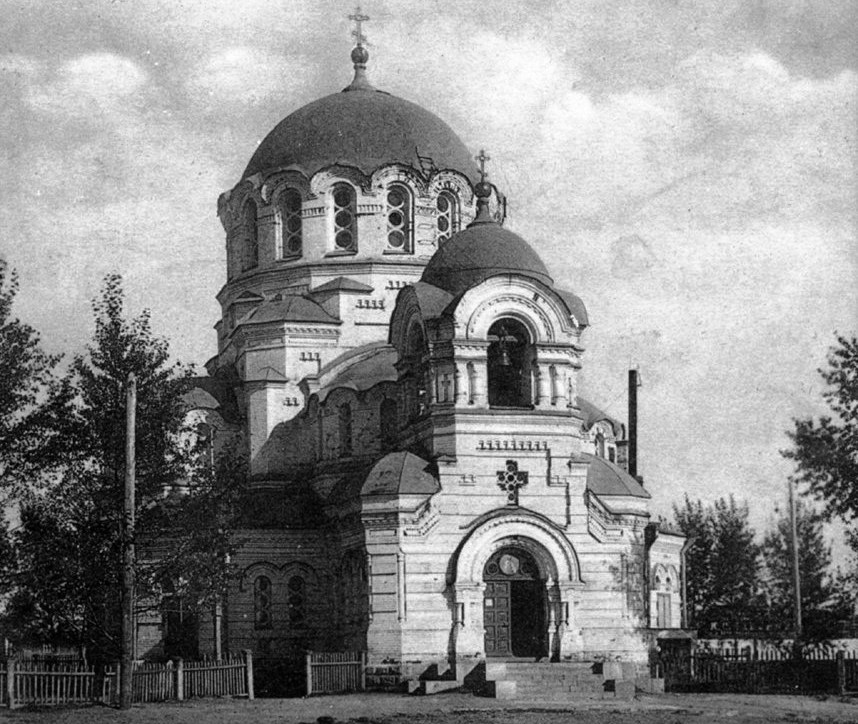
Alexander Nevskij-katedralen 1905.